# 弗洛尔-杜塞尔唐
弗洛尔-杜塞尔唐是巴西圣卡塔琳娜州的一个市镇。总面积58.708平方公里，总人口1640人，人口密度27.9人/平方公里。